# Чернов Микита Олександрович
Микита Олександрович Чернов (рос. Ники́та Алекса́ндрович Черно́в, нар. 14 січня 1996, Волзький, Росія) — російський футболіст, центральний захисник московського «Спартака» та національної збірної Росії.

## Ігрова кар'єра

### Клубна
Микита Чернов народився у спортивній родині, де батьки займалися волейболом. Кар'єрний шлях Микита починав у рідному місті Волзький. Згодом він перебрався до молодіжної команди московського ЦСКА. Починаючи з літа 2013 року Чернов почав свої виступи у молодіжній першості.
У 2014 році захисник дебютував у першій команді «армійців». В тому ж сезоні став переможцем Суперкубка Росії. Але в подальшому Чернов був відданий в оренду. У січні 2016 року до кінця сезону захисник був орендований клубом ФНЛ «Балтика». Далі були «Єнісей» та «Урал».
У 2018 році Чернов повернувся до ЦСКА і першу половину сезону провів гравцем основи. Але надалі він перестав потрапляти до основи і влітку 2019 року перейшов до самарського клубу «Крила Рад», з яким підписав контракт на три роки.
Взимку 2022 року було анонсовано про перехід Чернова до московського «Спартака», контракт вступав в дію з 1 червня. Але за домовленістю між клубами Чернов перейшов до Спартака вже взимку і першу гру в чемпіонаті провів 10 квітня 2022 року. Того ж року став переможцем національного Кубка.

### Збірна
У 2015 році у складі юнацької збірно Росії (U-19) Микита Чернов став срібним призером юнацького чемпіонату Європи.
7 червня 2015 року у товариському матчі проти команди Білорусі Микита Чернов дебютував у національній збірній Росії.

## Титули
ЦСКА
 Переможець Суперкубка Росії (2): 2014, 2018
Крила Рад
- Фіналіст Кубка Росії: 2020/21

Спартак (М)
 Переможець Кубка Росії: 2021/22
 Бронзовий призер Чемпіонату Росії: 2022/23
Росія (U-19)
 Срібний призер юнацького чемпіонату Європи: 2015